# Liebfrauenkirche (Ettlingen)

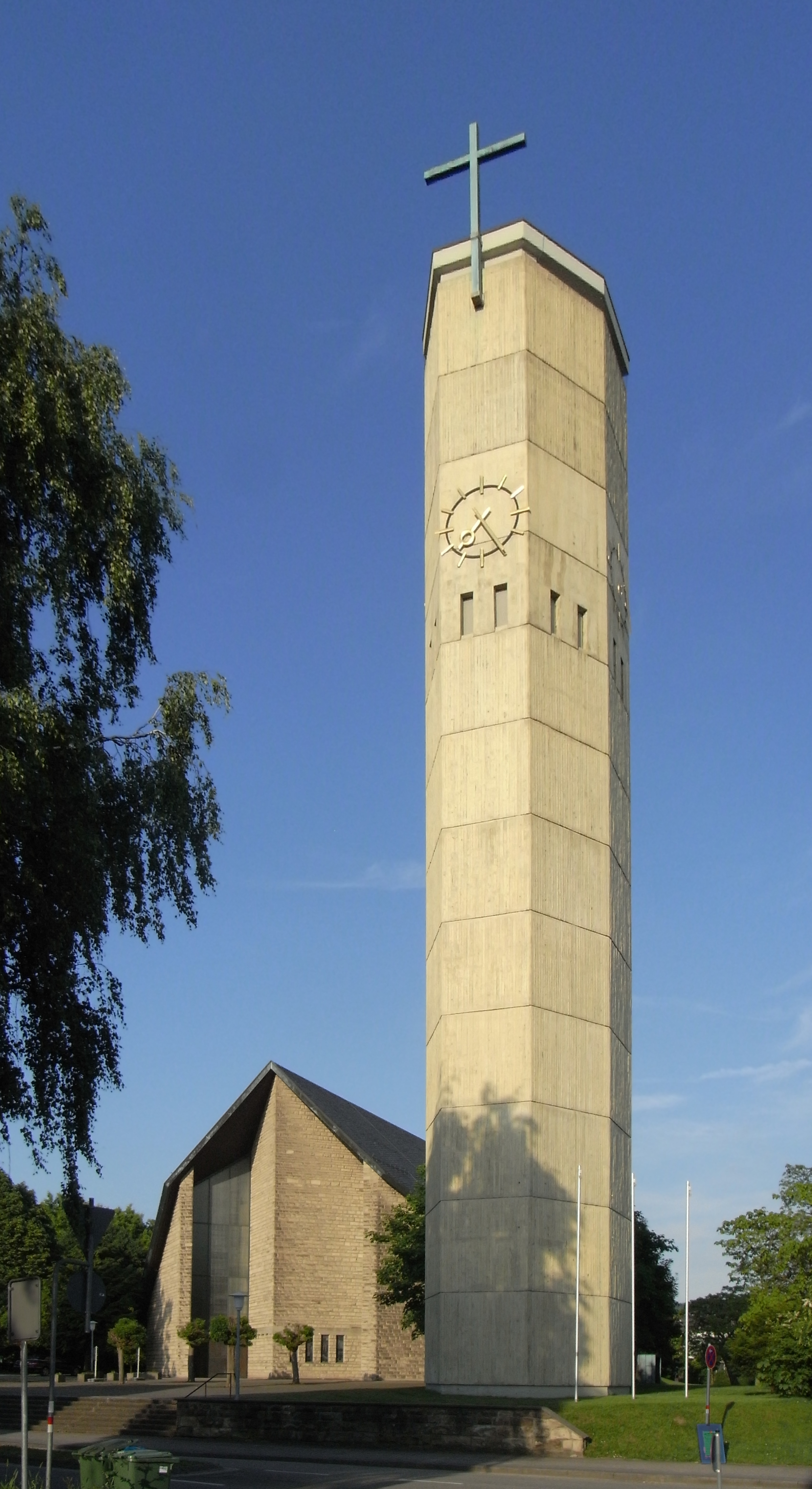
Liebfrauenkirche Ettlingen-West

Die Liebfrauenkirche ist eine römisch-katholische Pfarrkirche in der Großen Kreisstadt Ettlingen im Landkreis Karlsruhe. Sie liegt in Ettlingen-West, das im Volksmund auch „Siedlung“ oder „Stadtteil Entensee“ genannt wird.
Die Kirche wurde am 11. Juni 1965 durch Erzbischof Hermann Schäufele aus Freiburg geweiht. Heute gehört die Kirchengemeinde mit den Gemeinden Herz Jesu und St. Martin zur Seelsorgeeinheit Ettlingen Stadt, die wiederum zum Dekanat Karlsruhe der Erzdiözese Freiburg gehört.

## Geschichte
Nach dem Zweiten Weltkrieg vergrößerte sich innerhalb kurzer Zeit der Stadtteil Ettlingen-West, der seit den 1920er-Jahren aus den Häusern für die Belegschaft der Maschinenfabrik Lorenz bestand, durch den Zuzug Heimatvertriebener aus Böhmen, Ungarn, Schlesien und dem Sudetenland. Die Zahl der Katholiken wuchs; die ersten katholischen Gottesdienste wurden unmittelbar nach dem Ende des Zweiten Weltkriegs von den Geistlichen der Herz-Jesu-Gemeinde in Ettlingen in den Räumen der Maschinenfabrik Lorenz abgehalten. Im Jahr 1953 wurde eine Notkirche mit 230 Plätzen erbaut (heutiger Gemeindesaal), wo die Heilige Messe je dreimal sonntäglich stattfand. Taufen, Trauungen und Seelenämter fanden jedoch in der Herz-Jesu-Kirche statt, ebenso die Feier der Erstkommunion und der Firmung. Im Jahr 1960 wurde die Gemeinde von der Herz-Jesu-Gemeinde losgelöst und zur Pfarrkuratie erhoben. Der erste Pfarrer Anton Küpferle begann mit dem Aufbau der Gemeindearbeit der Planung eines Kirchenneubaus.
Nach ausgiebigen Planungen erfolgte am 12. Mai 1963 die Grundsteinlegung durch Dekan Karl Walter aus Waldbronn-Reichenbach. Am 25. Oktober 1964 vollzog Dekan Ludwig Holtermann aus Herz-Jesu in Ettlingen die Benediktion der neuen Kirche. Die Konsekration der Kirche fand am 11. Juli 1965 statt.

## Baubeschreibung
Der Eingangsbereich und der Chorraum der oktogonalen Kirche sind als Sichtmauerwerk aus unbehauenem Tuffstein aus der Gegend um die Benediktinerabtei Maria Laach in der Eifel aufgemauert. Die Kirche ist am First 18 Meter hoch und fällt nach den Seiten auf eine Höhe von 4 Metern ab. In der Breite misst sie 28 Meter. Die Decke ist gänzlich aus Holz ausgeführt und wird von großen Leimholzbindern gehalten. Pfarrer Küpferle nannte die Kirche selbst einmal „Zelt Gottes“ unter den Menschen. Ihr Anblick erinnert an ein umgedrehtes Schiff.
Der etwa 20 Meter von der Kirche entfernte Kirchturm nimmt als frei stehender Campanile die oktogonale Form der Kirche teilweise auf. Er war zur Bauzeit mittels einer Mauer mit der Kirche verbunden, die inzwischen entfernt ist. Der Turm verfügt auf vier Seiten über vergoldete Zifferblätter. An seinen fünf Seiten verfügt er über je zwei nebeneinander liegende Schallfenster. Auf der Rückseite gehen Schallschlitze über die gesamte Höhe des Turmes. Um das flache Dach des Turmes geht ebenfalls noch ein etwa 70 Zentimeter hoher Schallschlitz, der nur auf der Vorder- und Rückseite durch Mauerwerk unterbrochen wird. Der Turm ist 38,5 Meter (bis zum Kreuz sind es 42 Meter) hoch und trägt an der vorderen Seite ein 6 Meter hohes kupferverblendetes Kreuz. Im Innern trägt er fünf Bronze-Glocken. Früher war der Turm mit einem Sichtmauerwerk verblendet, das dem Baustoff der Kirche selbst entsprach. Im Zuge einer Sanierung wurde die Tuffsteinverblendung abgetragen und durch eine in Beton gegossene Verblendung ersetzt. So bildet der Turm heute zwar keine optische Einheit mehr mit dem Kirchenschiff, aus den Formen geht die ursprüngliche Einheit jedoch hervor.
Die längliche Sakristei mit Flachdach ist auf der linken Seite an die Kirche gebaut.
Die Kirche wurde unmittelbar an der Grenze zwischen Wohngebiet und Industriegebiet an einer Straßenkreuzung (heute Kreisverkehr) erbaut.

## Ausstattung und Programm
Man betritt die Kirche durch zwei schlicht gehaltene Portale an ihrer Vorderseite. Sie sind durch die spitz zulaufende Kapelle in der Mitte voneinander getrennt. Der Eintretende hat einen weit wirkenden und schlicht gehaltenen Raum vor sich. Es dominiert die hohe Mauer, die den Altarraum umschließt, sowie die große Holzdecke. Diese Dominanz wird durch die beiden Glaswände der Kirche relativiert, die 4 Meter hoch und etwa 20 Meter breit sind. Durch ihren Farb- und Formenreichtum lockern sie den Kirchenraum auf und geben ihm ganz besondere Lichtverhältnisse. Die Glasfenster mit dem Thema „Das Lob der Schöpfung“ gestaltete mit den Fenstern der Werktagskapelle der Künstler Franz Dewald aus Karlsruhe-Grötzingen. Auf der Nordseite stellen die Buntglasfenster Bakterien, Mikroben und Mikroorganismen dar, auf der Südseite Tierdarstellungen und einige Szenen aus dem Alten Testament, etwa die drei Jünglinge im Feuerofen.
Der auf drei Stufen erhöht stehende Altar von einfacher Form aus Basaltlava bildet das Zentrum des Chorraumes. Die Bänke sind in vier Blöcke aufgeteilt. Die beiden mittleren Blöcke stehen dem Altar gerade gegenüber, die beide äußeren Blöcke stehen etwas schräg zum Altar. Die beiden äußeren Blöcke verjüngen sich von den vorderen zu den hinteren Reihen, während sich die beiden mittleren Blöcke nach vorne verjüngen. Leitende Idee war die Versammlung der Gemeinde um den „Tisch des Herrn“.
Über dem Altar hängt ein mit Bergkristall und Einlegearbeiten verziertes Bronzekreuz. Wie die vier Altarleuchter, der Tabernakel und der Leuchter für die Osterkerze wurde es vom Karlsruher Künstler Herbert Kämper geschaffen. Ähnliche Ausstattungen finden sich in den Kirchen Heilig-Kreuz in Karlsruhe-Knielingen, in der Kapelle des Neuen Vizentius-Krankenhauses in Karlsruhe sowie in der Kirche St. Michael in Karlsruhe-Beiertheim.
Der Tabernakel ist rechts vom Altar in die Mauer eingelassen.
Hinter dem Altar stehen die Sedilien, die der Kunstmaler Dreher aus Betonguss schuf. Der Ambo links vom Altar ist ähnlich gestaltet.
Der einst in der Kapelle im hinteren Teil der Kirche befindliche oktogonale Taufstein aus Basaltlava steht mittlerweile rechts neben dem Altar.
In einer in die rechte Seite der Chorwand eingelassenen Nische steht eine mittelalterliche Madonna aus dem alpenländischen Raum. Die in schlichten Farbtönen gehaltene Statue wurde im Jahr 2003 restauriert.
An der Wand hinter dem Altar hängt ein Bild mit dem letzten Abendmahl, offenbar von Schülern gestaltet. An der Wand sind zudem acht der zwölf Apostelleuchter angebracht. Die vier anderen ursprünglich im Eingangsbereich der Kirche angebrachten Apostelleuchter mussten dem Bau der Glaswand bei der Werktagskapelle weichen.
Auf der Westempore aus Beton stand eine Orgel aus der Orgelmanufaktur Vleugels, die bemerkenswerterweise termitensicher gemacht wurde, da sie ursprünglich für Afrika bestimmt war. Sie wurde aus Bestandteilen mehrerer Orgeln zusammengebaut und ist von minderer Qualität. Aus diesem Grund wurde 2017 die Orgel der inzwischen profanierten Kirche Heilige Familie in Lörrach-Stetten erworben, die 1995 von Klais Orgelbau in Bonn gebaut worden war und einen Umfang von 12 Registern auf einem Manual und Pedal aufweist.

## Werktagskapelle
Die Werktagskapelle unter der Orgelempore ist durch eine verschiebbare Glaswand vom Kirchenraum abgetrennt. Diese Glaswand zeigt eine Darstellung der Auferstehung Jesu. Ursprünglich war dieser Raum die Tauf- und Beichtkapelle. Die spitz zulaufende Mauer wird unterbrochen durch je vier Buntglasfenster mit den Kreuzwegsdarstellungen. In dem heute als Werktagskapelle dienenden Raum steht ein Altartisch und ein Ambo aus Holz. Die Bestuhlung ist variabel und bei großen Gottesdiensten kann die Glaswand zur Seite geschoben werden, um mehr Sitzplätze zu gewinnen.
Seitdem die Evangelische Gemeinde Gast in der Liebfrauenkirche ist, steht auch das Holzkreuz aus der ehemaligen Kirche im Oberlinhaus in der Werktagskapelle.

## Glocken
In der Glockenstube des Turmes in einer Höhe von etwa 24 Metern hängen fünf Glocken am Stahljoch in einem Stahl-Glockenstuhl lotrecht übereinander. Dabei hängt die größte unten und die nächstkleineren darüber. Die Glocken wurden am 30. April 1965 von den Gebrüdern Bachert (Glockengießerei Bachert) in Karlsruhe gegossen. Die größte Glocke sowie die drei kleinen sind in für Glocken überwiegend gebräuchlicher Moll-Rippe gegossen, während die zweitgrößte Glocke in Dur-Rippe erklingt.
Die schlichten Glocken haben nur Inschriften und keine Glockenzier. Lediglich die größte trägt als Zier ein einfach gehaltenes Kreuz.
| Glocke | Name                 | Durchmesser | Gewicht | Schlagton | Inschrift |
| ------ | -------------------- | ----------- | ------- | --------- | --- |
| 1      | Christus             | 1627 mm     | 2470 kg | c′        | + Christus gestern und heute + Christus Anfang und Ende +                                                      |
| 2      | Maria                | 1395 mm     | 1702 kg | es′       | + Maria + Königin des Friedens bitte für uns *                                                                 |
| 3      | Johannes von Nepomuk | 1095 mm     | 0924 kg | g′        | + Heiliger Johannes- von Nepomuk + Kostbar ist in den Augen des Herrn der Tod seiner Heiligen +                |
| 4      | Stephan von Ungarn   | 0941 mm     | 0595 kg | b′        | + Heiliger Stephan König von Ungarn + Glückselig ist der Knecht den der Herr wenn er kommt wachend vorfindet + |
| 5      | Theresia von Lisieux | 0841 mm     | 0410 kg | c″        | + Heilige Theresia + Patronin der Christlichen Arbeiterjugend + bitte für uns +                                |

Die Glocken der Liebfrauenkirche bilden ein eindrucksvolles Geläut. Jede einzelne Glocke hat einen ganz besonderen Charakter. Die Disposition der Glocken ist in der Erzdiözese Freiburg einmalig. Eine gut gegliederte Läuteordnung unterstreicht die musikalische Vielfalt des Geläutes.
Die Glocken von Liebfrauen wurden auf die umliegenden Kirchen abgestimmt. Der harmonische Zusammenklang mit dem Geläut von Herz Jesu (as° – des′ – es′ – f′ – as′ – b′ – des″), St. Martin (a° – cis′ – e′ – fis′ – a′ – h′) sowie der Evangelischen Pauluskirche (f′ – as′ – b′ – des″ – es″) ist daher uneingeschränkt möglich.